# José Luis Sánchez (futbolista)

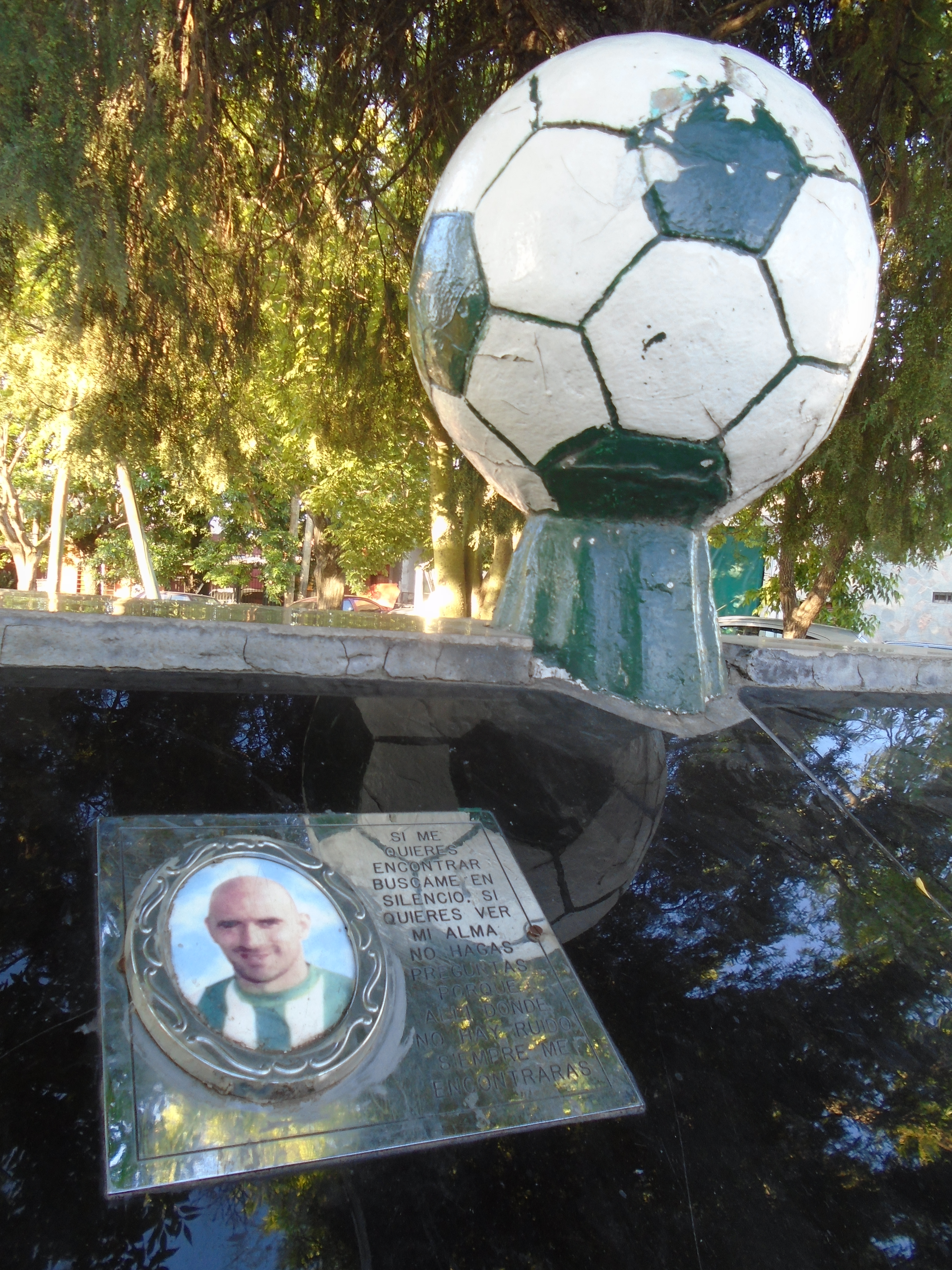
Plaza Garrafa Sánchez, ubicada detrás del estadio Florencio Sola.

José Luis Sánchez (Buenos Aires; 26 de mayo de 1974 - Laferrere; 8 de enero de 2006) fue un jugador del fútbol profesional de Argentina. Jugó en diversos clubes de las divisiones de ascenso en la Argentina, así como también en la Primera División de Argentina y en el fútbol uruguayo. Falleció el 8 de enero de 2006 a las 15:20 horas, a la edad de 31 años, en la localidad de Laferrere, partido de La Matanza, a raíz de un accidente sufrido mientras realizaba acrobacias en su motocicleta, vehículo por el cual sentía una especial predilección.
Apodado Garrafa, heredó el mote del oficio de su padre, que se ganaba la vida repartiendo garrafas de gas comprimido. Según sus dichos, de no haber mediado su carrera dentro del fútbol hubiera tenido que realizar ese trabajo para poder subsistir.
Fue dueño de un gran dominio del balón y de una pegada formidable. Según se dijo dentro del ambiente periodístico argentino, poseía características dentro de su juego al estilo de Diego Armando Maradona y de Ricardo Bochini. Tenía un talento considerado en la jerga argentina de baby fútbol, el cual le permitía desembarazarse de sus marcadores ocasionales en espacios reducidos o de realizar certeros remates dentro de, lo que se dice, una baldosa.
Dueño de un fuerte carácter, solía mostrar más vistosamente su juego en los partidos más difíciles. Tuvo posibilidades de jugar en Boca Juniors, en el año 1996, bajo la dirección técnica de Carlos Bilardo, pero su pasión por las motos hizo que fuera descartado de ser incorporado dentro de la plantilla de ese club  . También tuvo la posibilidad de jugar en el Club Atlético River Plate, pero por razones que van más allá del fútbol las gestiones para su incorporación no prosperaron.
Fue definido como el "Símbolo del Potrero" por el entorno periodístico argentino, e incluso por el conductor radial Alejandro Dolina, quien lo definió en varias oportunidades como "el jugador que elegimos para querer".
Según sus dichos en diversas entrevistas, siempre fue hincha de Deportivo Laferrere.
En 2010 comenzó a rodarse la película acerca de su vida, dirigida por Sergio Mercurio, que fue estrenada en otoño de 2012 en el estadio Florencio Sola.

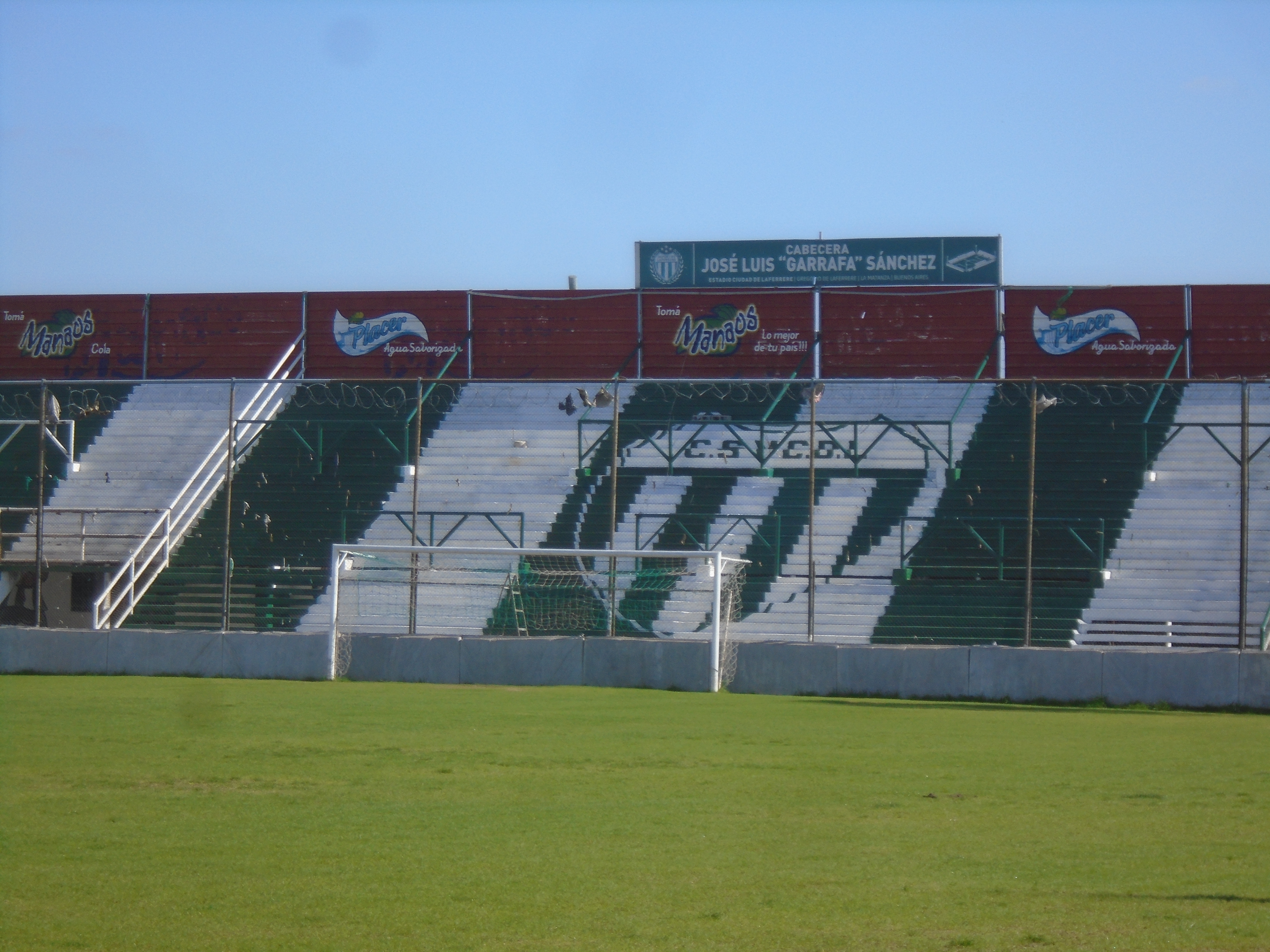
Tribuna José Luis "Garrafa" Sánchez (Estadio Ciudad de Laferrere).

## Trayectoria
Debutó como futbolista en la Temporada 1993/94 de la Primera B Nacional, a los 19 años, jugando para Deportivo Laferrere, enfrentando a su clásico rival en las categorías de ascenso, Almirante Brown, el 26 de noviembre de 1993. A pesar de que su técnico, José Argerich, lo ubicó en la cancha en la posición de marcador lateral izquierdo ya que en el doble cinco estaba la dupla Navarrete-Stoyanchaqui, se las ingenió para hacer sobresalir su juego.
Marcó su primer gol jugando para Deportivo Laferrere en un partido disputado contra Colón, a pesar de sufrir la derrota por 1-6. El arquero era Jorge Vivaldo.
Luego, en la temporada 1997/98, fue transferido a El Porvenir, situado en la localidad de Gerli, siendo el director técnico de esta institución el ex árbitro Ricardo Calabria. El equipo transitaba la Primera B del fútbol argentino. En esa temporada logra el ascenso con el equipo a la Primera B Nacional, siendo uno de los jugadores más destacados de la divisional. Allí fue compañero de jugadores como Adrián González, Iván Delfino, Miguel Coronel, Marcelo Franchini y Rubén Forestello, entre otros. Al final de la misma temporada, participa en el octogonal de repechaje para el ascenso a Primera A, perdiendo en las semifinales con Juventud Antoniana de Salta. 
En el año 1999 emigró al fútbol uruguayo, al club Bella Vista. En este equipo consiguió la clasificación para la Copa Libertadores de América, la cual no pudo disputar debido a una enfermedad de su padre, que lo obligó a regresar a la Argentina en el año 2000. 
Luego de un prolongado tiempo alejado de las canchas, aproximadamente 7 meses, retorna al fútbol en el Club Atlético Banfield, equipo en el cual se desempeñó entre los años 2000 y 2005. Allí sí logra jugar el torneo continental, dentro del marco de una recordada temporada 2004/05 de ese cuadro, en la cual pierde en cuartos de final con River Plate. Dos de sus actuaciones más destacadas dentro del cuadro del sur fueron estas: un partido frente a Nueva Chicago, en su debut en el club, en el cual derrotó por 6 a 1, anotando un gol a los 28 minutos del segundo tiempo. El encuentro fue disputado en el Estadio Florencio Sola, en la localidad de Banfield. La otra actuación que lo tuvo como protagonista fueron las finales de ascenso frente a Quilmes, a fines de la temporada 2001, especialmente en la segunda final, el partido decisivo. Allí Banfield consiguió ascender a Primera División.
En el año 2005 vuelve a jugar en el club que fue su primer amor, Deportivo Laferrere, hasta que, a principios de 2006, se produce su trágico deceso. En la suma total, su carrera contabiliza 261 partidos jugados, convirtiendo 70 goles.

## Clubes
| Club                | País      | Año       |
| ------------------- | --------- | --------- |
| Deportivo Laferrere | Argentina | 1993-1997 |
| El Porvenir         | Argentina | 1997-1999 |
| Bella Vista         | Uruguay   | 1999-2000 |
| Banfield            | Argentina | 2000-2005 |

## Palmarés
| Título     | Club                   | País      | Año  |
| ---------- | ---------------------- | --------- | ---- |
| Primera B  | Club El Porvenir       | Argentina | 1998 |
|            |                        |           |      |
| B Nacional | Club Atlético Banfield | Argentina | 2001 |